# Закавказский рубль
Закавказский рубль (закдензнак) — денежная единица Закавказской Социалистической Федеративной Советской Республики в 1923—1924 годах.

## История
В марте 1922 года была создана Закавказская Социалистическая Федеративная Советская Республика, в состав которой вошли Азербайджан, Армения и Грузия. Верховным органом этого объединения стал Союзный Совет. Один из его декретов предусматривал создание единой денежной системы Закавказья и выпуск единого денежного знака (закдензнака). К этому времени каждая из советских республик выпускала собственные денежные знаки: азбоны, армсовзнаки и грузбоны. Во всех трёх республиках в обращении использовались также денежные знаки РСФСР (совзнаки, а затем и червонцы). В Азербайджане и Грузии обращались также выпускавшиеся в 1918 году боны Закавказского комиссариата (в Армении они были изъяты из обращения в 1922 году).
10 января 1923 года начата денежная реформа и унификация денежного обращения республик. Сепаратные эмиссии Азербайджана, Армении и Грузии прекращаются. Обмен на закдензнаки производился по курсу: 1 рубль закдензнаками = 1 рубль грузбонами = 100 рублей азбонами = 150 рублей армсовзнаками. Срок обмена был установлен с 10 января по 10 марта 1923 года, затем был продлён до 10 апреля 1924 года.
Первый выпуск закдензнаков выполнен в купюрах от 1000 до 1 000 000 рублей. В дополнение к этой серии в конце 1923 года был выпущен закдензнак в 10 000 000 рублей.
В начале 1924 года, с образованием Совета народных комиссаров ЗСФСР, закдензнаки стали выпускаться не от имени Союзного Совета, а Совнаркома.
Вопреки ожиданиям, объединение денежных систем республик не привело к уменьшению инфляции. Напротив, закдензнаки стали невероятно быстро обесцениваться, особенно в 1924 году. Для обеспечения денежного рынка приходилось увеличивать эмиссию закдензнаков и выпускать в оборот купюры невероятно больших номиналов. Так, в период с 1 января по 20 марта 1924 года были введены в оборот купюры достоинством 25 000 000 рублей, затем — 250 000 000 рублей. И, наконец, в апреле 1924 года были выпущены купюры миллиардного достоинства.
Рост денежной массы закдензнаков по отношению к 10 января 1923 года иллюстрирует таблица:
| Рост денежной массы закдензнаков | Рост денежной массы закдензнаков     |
| Дата                             | Относительный прирост денежной массы |
| -------------------------------- | ------------------------------------ |
| 10 января 1923 года              | 1                                    |
| июль 1923 года                   | 10,6                                 |
| декабрь 1923 года                | 88,7                                 |
| февраль 1924 года                | 605                                  |
| март 1924 года                   | 3330                                 |
| 15 апреля 1924 года              | 11 200                               |

Как следует из данных таблицы, за 3,5 месяца 1924 года денежная масса в Закавказье выросла во много раз больше, чем за весь 1923 год.
1 апреля 1924 года был выпущен закдензнак достоинством в 1 000 000 000 рублей, а в период с 1 по 15 апреля того же года — закдензнак в 10 000 000 000 рублей.
Эти денежные знаки, имевшие однотипное изготовление, выпускались в Азербайджанской экспедиции. За двухнедельный срок сумма их выпуска составила 9836 триллионов рублей.
Специалисты считают, что закдензнаки в 1 и 10 миллиардов рублей в художественно-полиграфическом отношении наиболее удачны из всей серии закдензнаков, выпущенных в 1923—1924 годах. На их оборотной стороне изображена богиня плодородия, сидящая на цоколе художественно оформленного портала, в правой руке держащая виноградную кисть, а левой опирающаяся на пшеничный сноп, перевязанный бечевой, за которую воткнут серп.
В целях унификации денежного обращения на всей территории Советского Союза постановлением Закавказского исполкома и Закавказского Совнаркома от 4 апреля 1924 года выпуск закдензнаков был прекращен с 15 апреля. С этого же времени осуществлялось изъятие закдензнаков из обращения путём выкупа их по твёрдому курсу, установленному Высшим экономическим советом ЗСФСР.
Выкупной курс устанавливался специальным постановлением Высшего экономического совета ЗСФСР, которое было опубликовано 15 апреля 1924 года в газете «Заря Востока»: «Твердый курс закавказских денежных знаков установить с 15 апреля 1924 года в один рубль золотом за 12 миллиардов 500 миллионов рублей в закдензнаках».
Срок хождения закдензнаков был ограничен 15 июня 1924 года, а срок обмена — 30 июня 1924 года, затем оба срока были продлены соответственно до 30 июня и 31 июля 1924 года.
Для справки: по данным Закавказского финансово-статистического сборника, выпущенного в Тифлисе в 1924 году, к 14 апреля 1924 года было выпущено без малого 16 квадрильонов (точнее — 15 873 487 285 373 000) закавказских рублей.
Фактически к весне 1923 года основной валютой ЗСФСР стал червонец (в нём выдавались кредиты Государственного банка). В ходе денежной реформы 1924 года 125 миллиардов закавказских рублей обменивали на 1 червонец.

## Банкноты

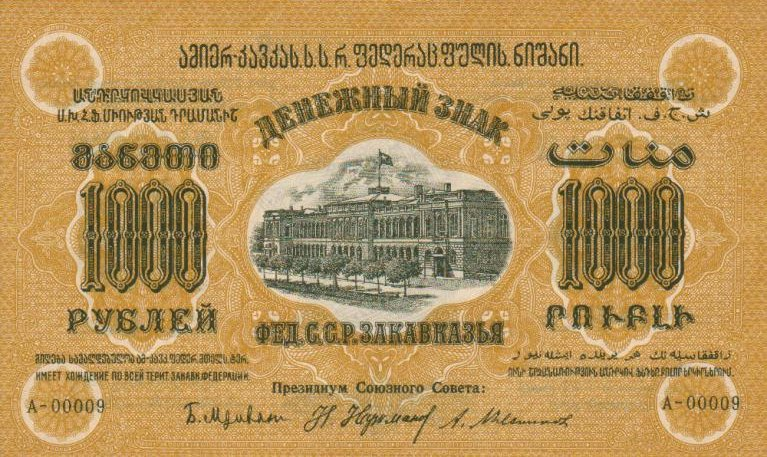
1000 рублей, аверс (1923)
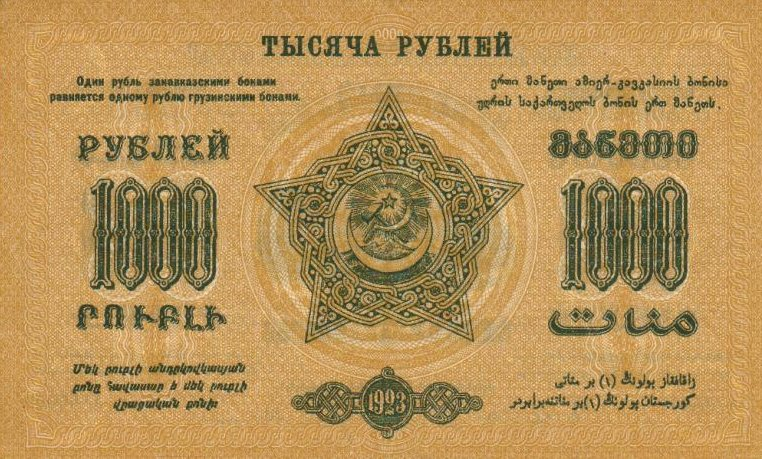
1000 рублей, реверс (1923)
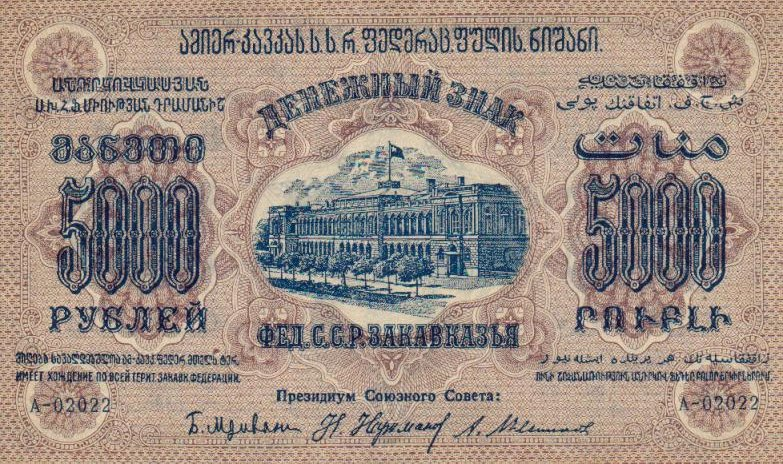
5000 рублей, аверс (1923)
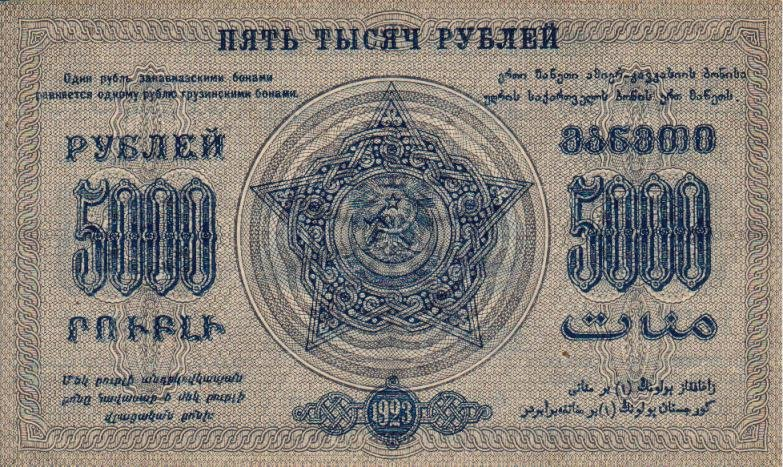
5000 рублей, реверс (1923)
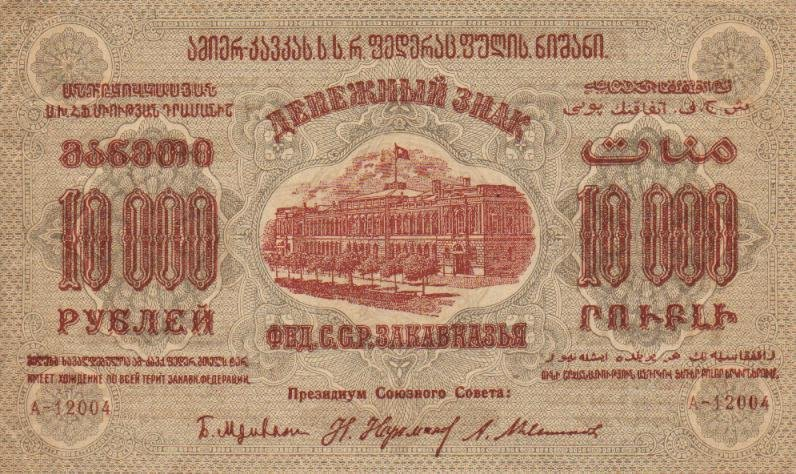
10 000 рублей, аверс (1923)
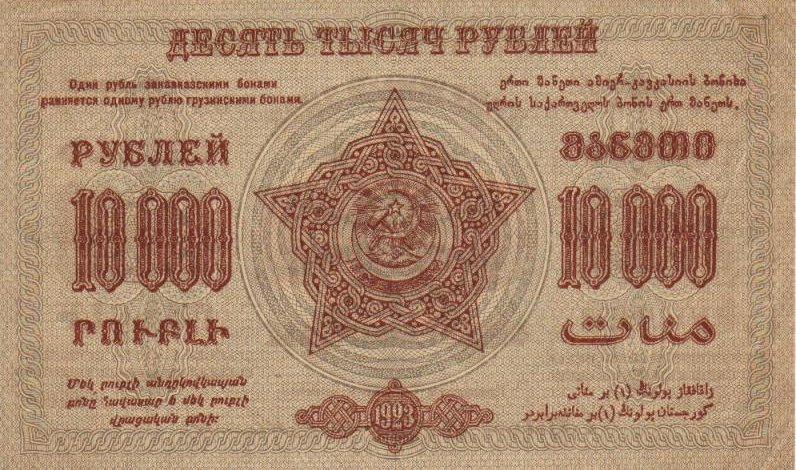
10 000 рублей, реверс (1923)
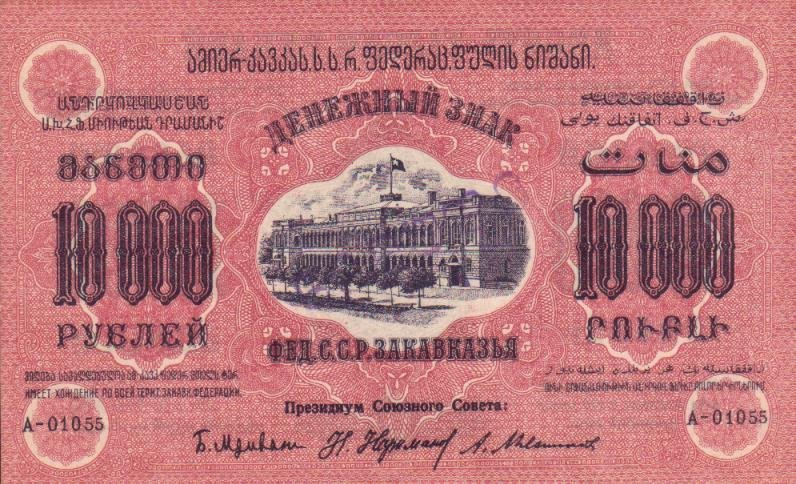
10 000 рублей (красная), аверс (1923)
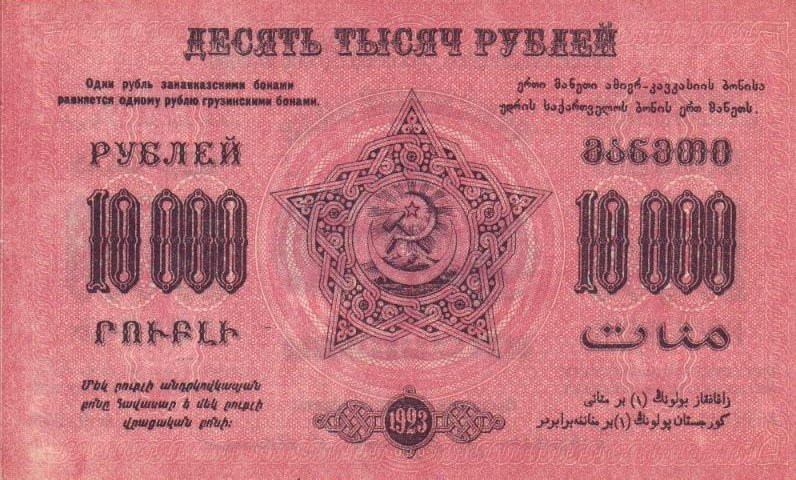
10 000 рублей (красная), реверс (1923)
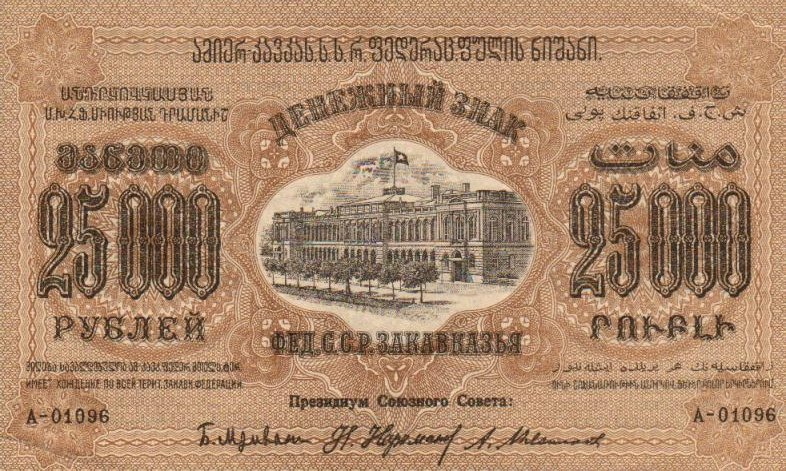
25 000 рублей, аверс (1923)
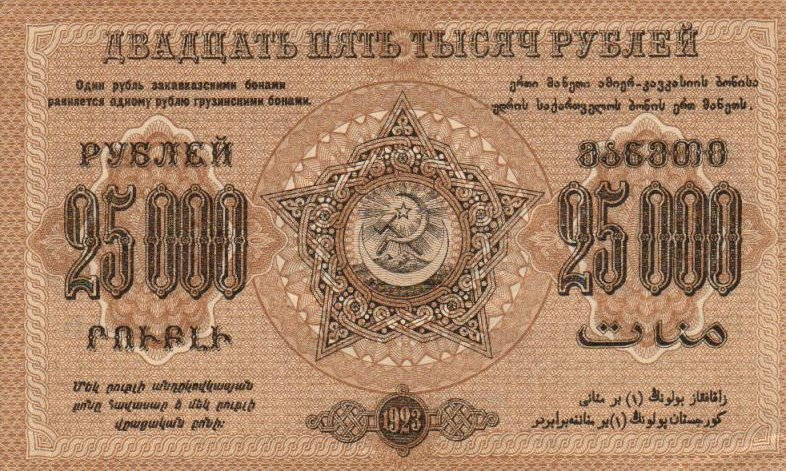
25 000 рублей, реверс (1923)
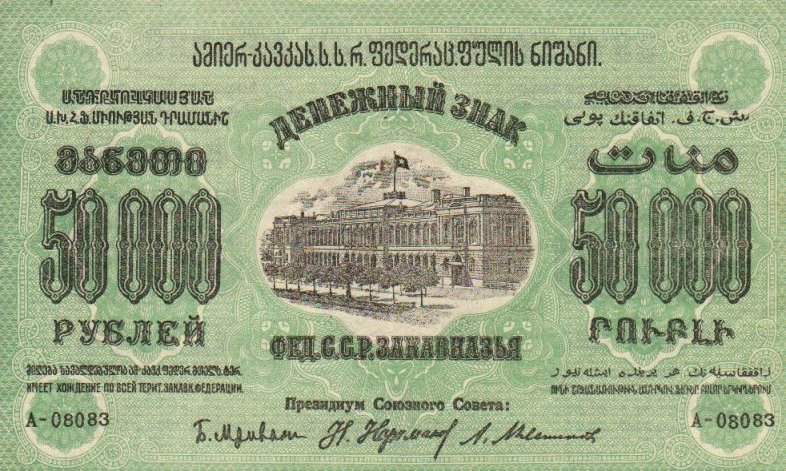
50 000 рублей, аверс (1923)
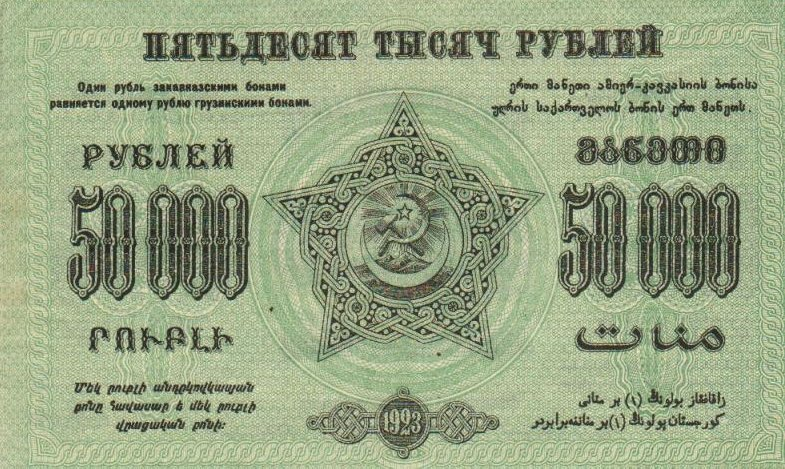
50 000 рублей, реверс (1923)
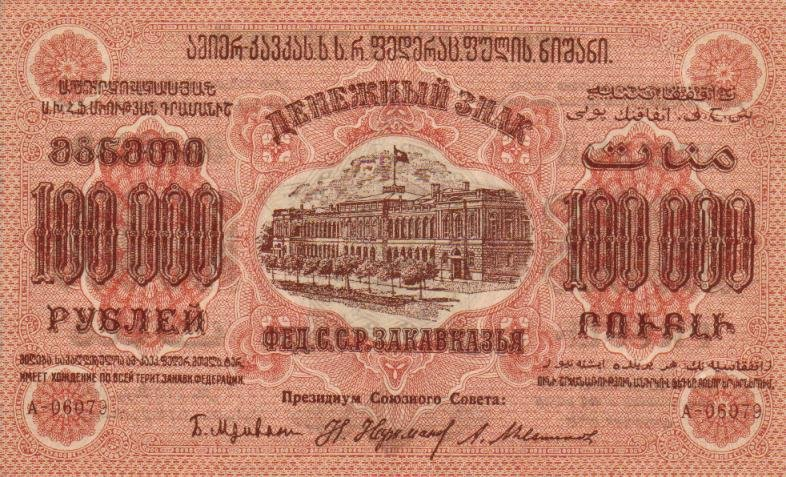
100 000 рублей, аверс (1923)
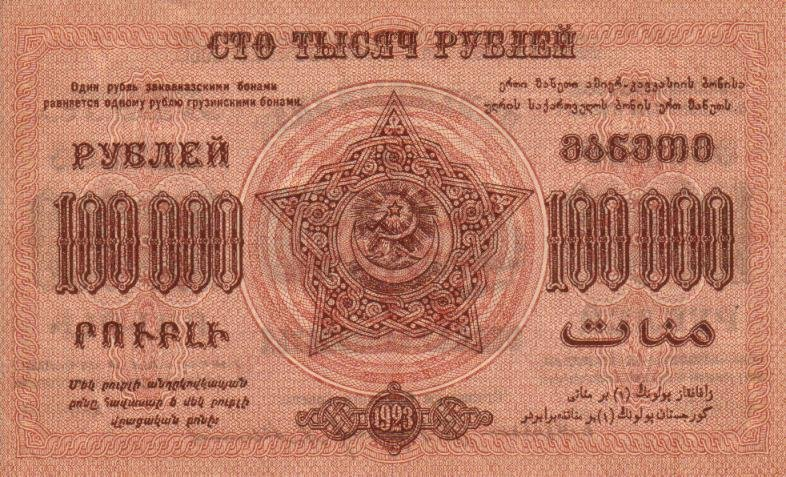
100 000 рублей, реверс (1923)
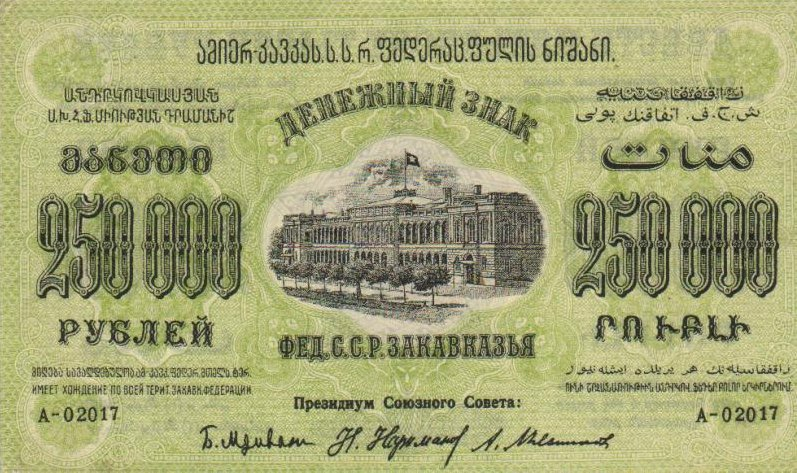
250 000 рублей, аверс (1923)
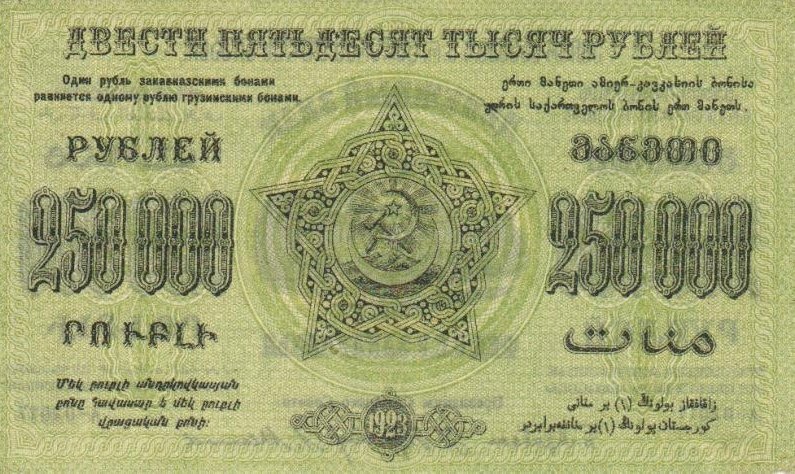
250 000 рублей, реверс (1923)
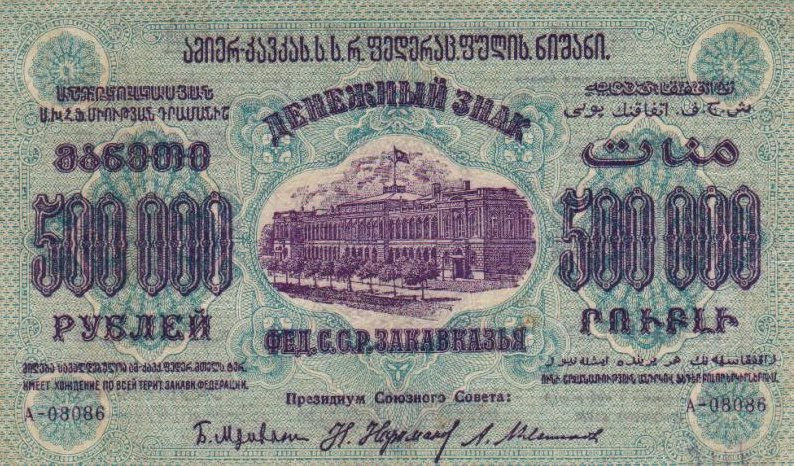
500 000 рублей, аверс (1923)
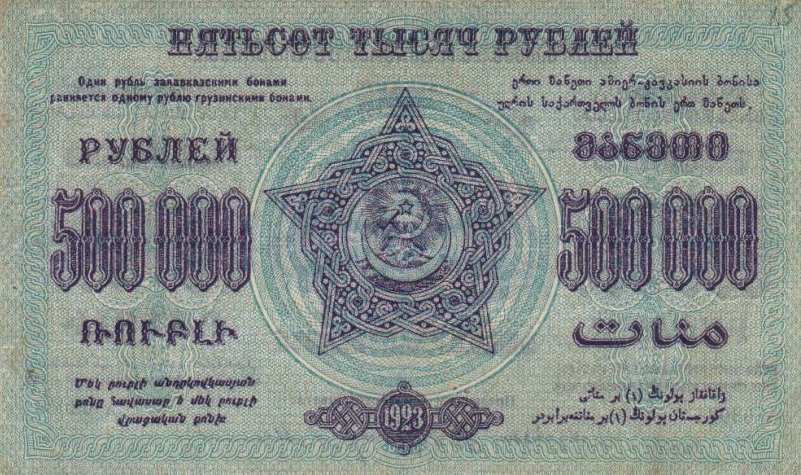
500 000 рублей, реверс (1923)
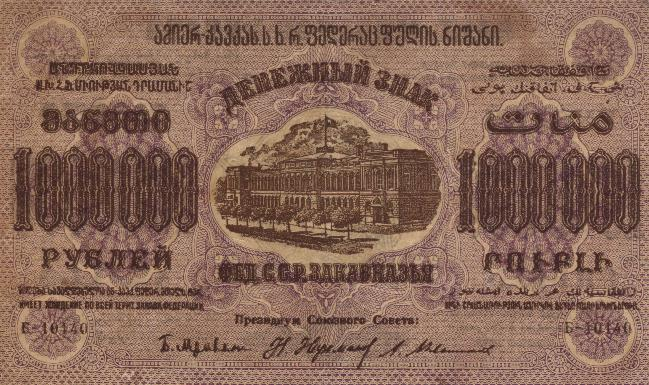
1 000 000 рублей, аверс (1923)
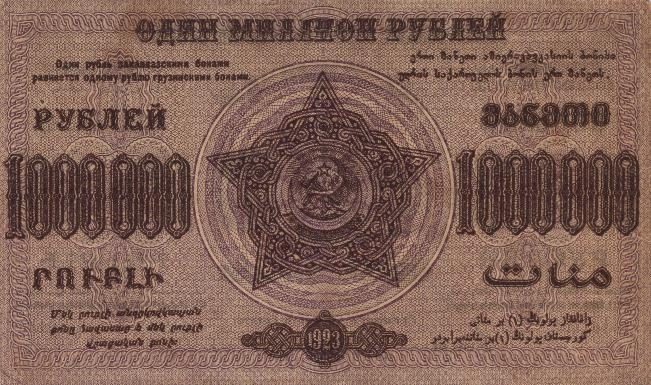
1 000 000 рублей, реверс (1923)
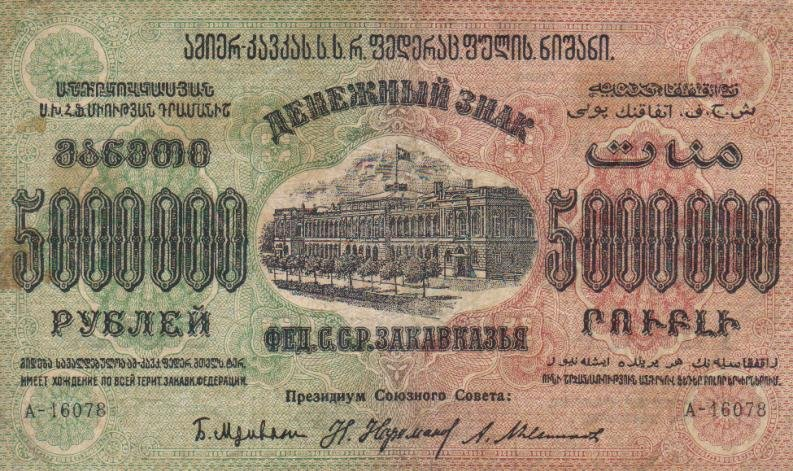
5 000 000 рублей, аверс (1923)
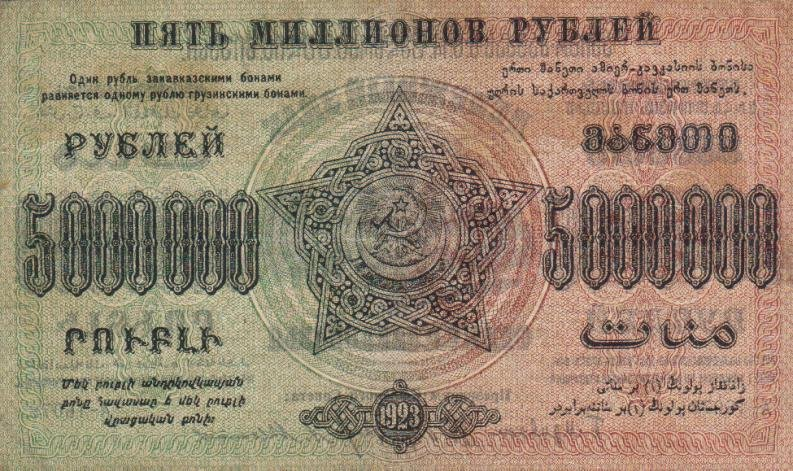
5 000 000 рублей, реверс (1923)
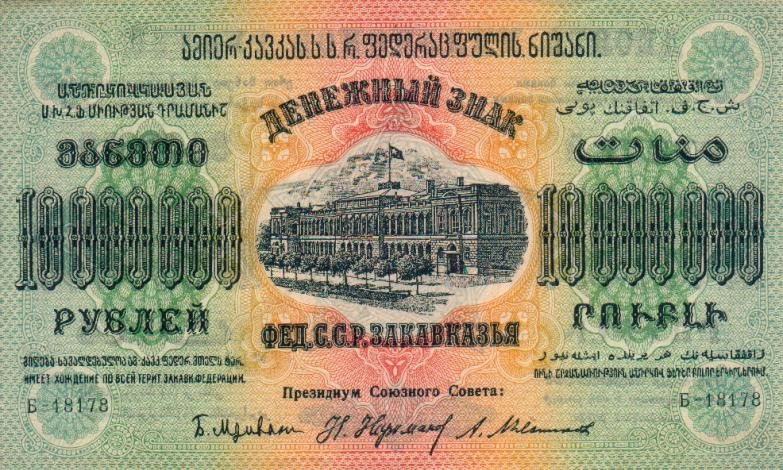
10 000 000 рублей, аверс (1923)
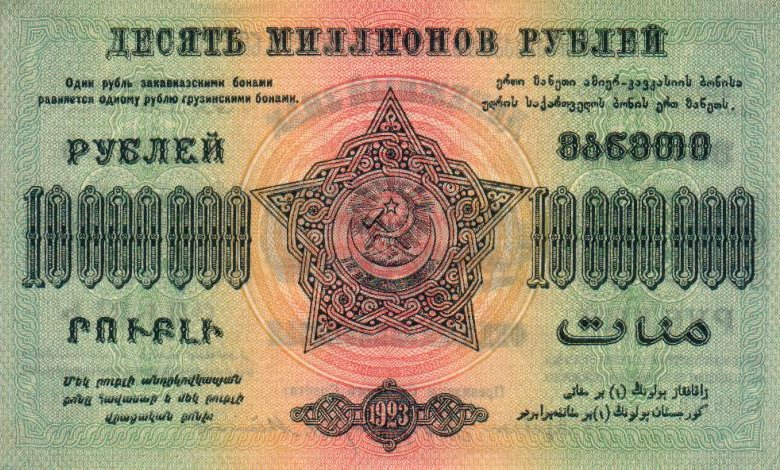
10 000 000 рублей, реверс (1923)
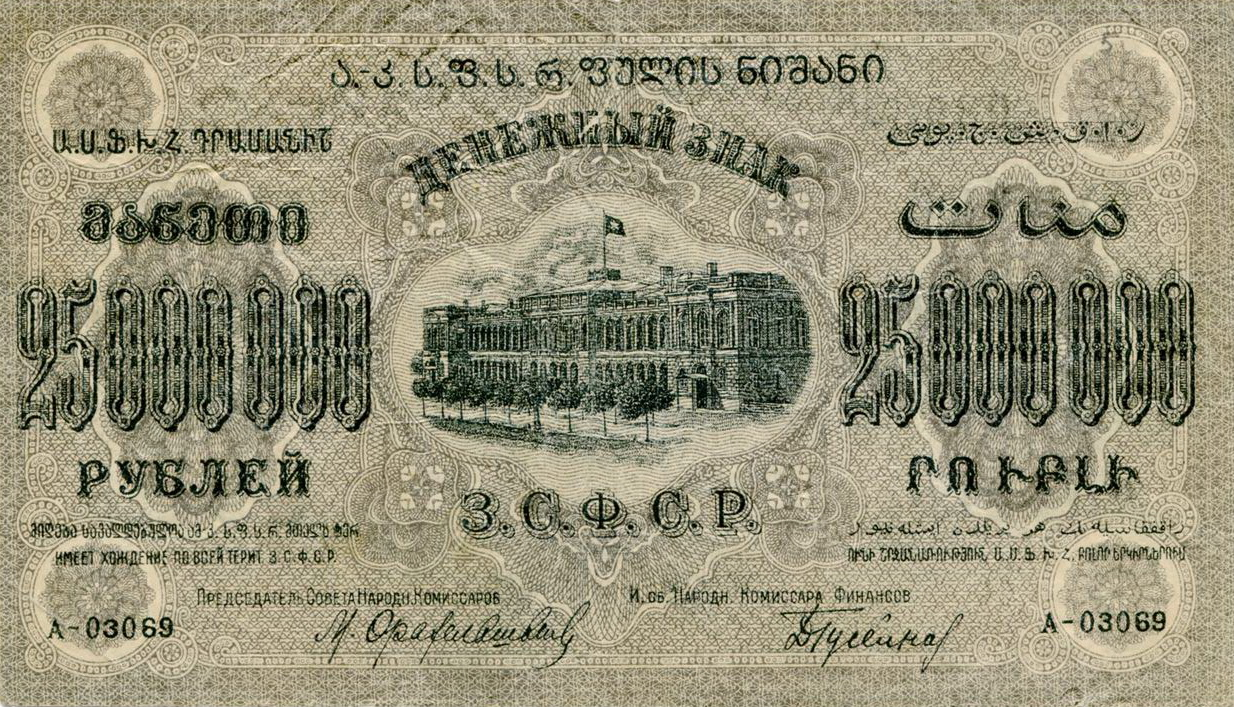
25 000 000 рублей, аверс (1924)
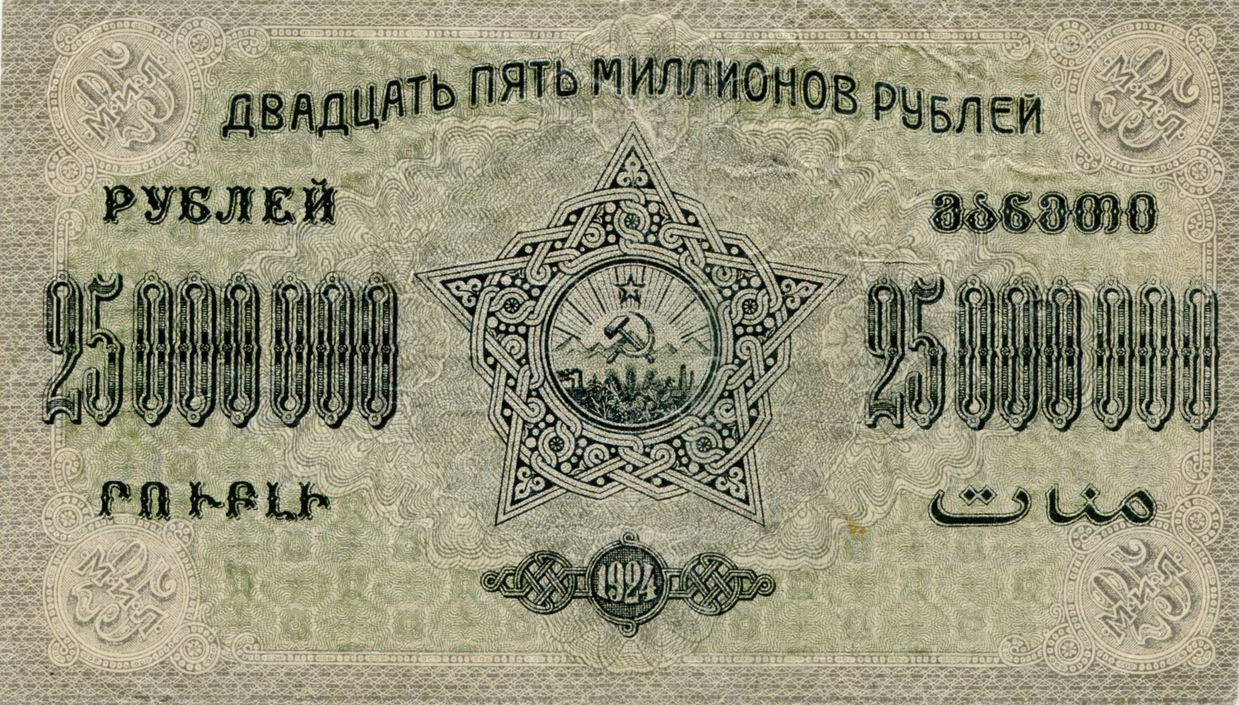
25 000 000 рублей, реверс (1924)
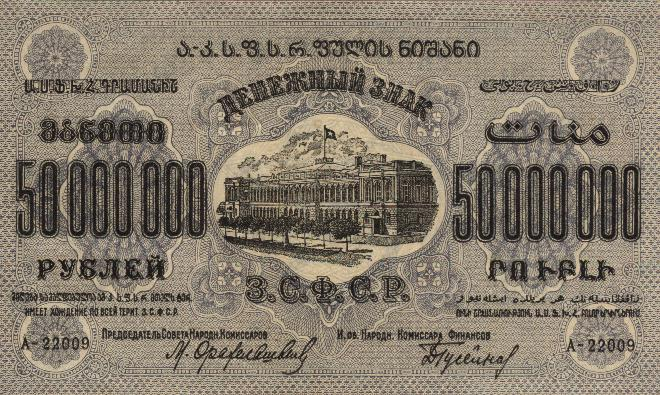
50 000 000 рублей, аверс (1924)
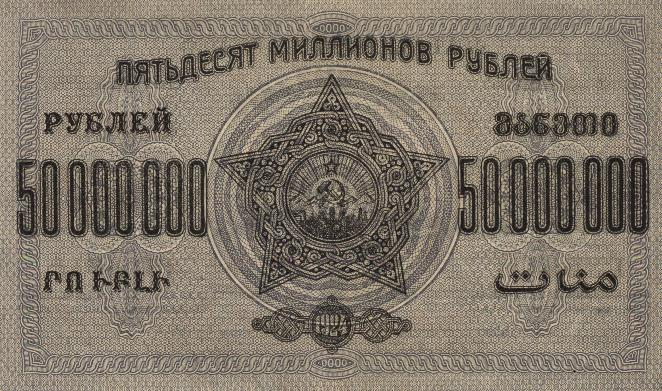
50 000 000 рублей, реверс (1924)
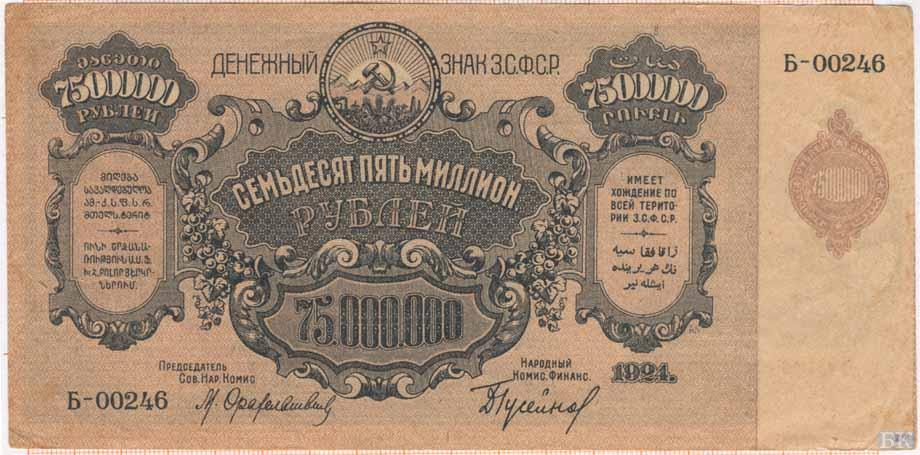
75 000 000 рублей, аверс (1924)
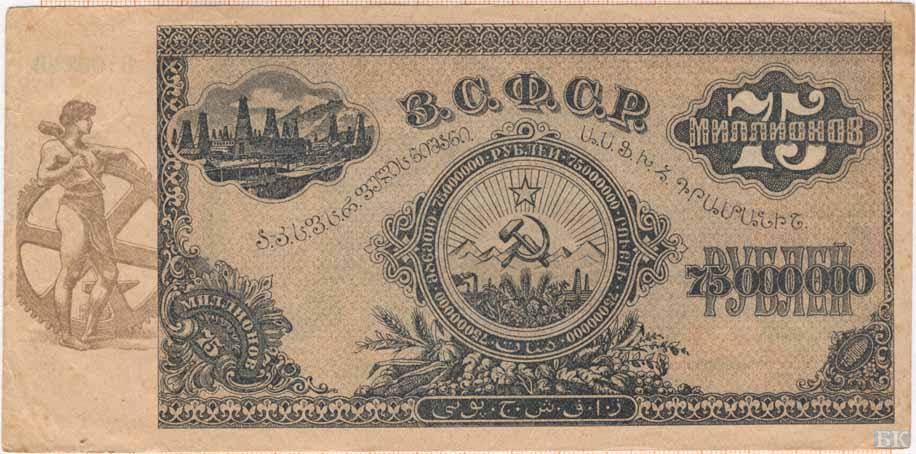
75 000 000 рублей, реверс (1924)
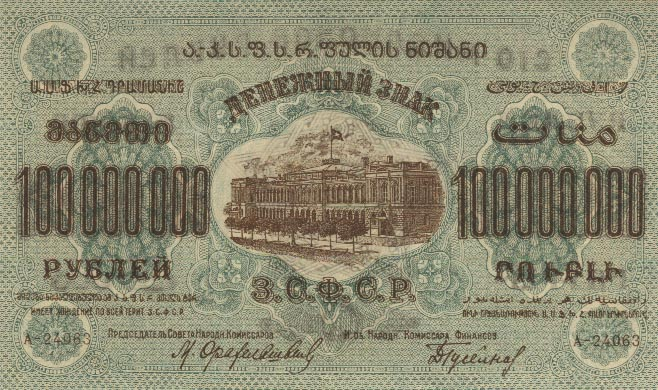
100 000 000 рублей, аверс (1924)
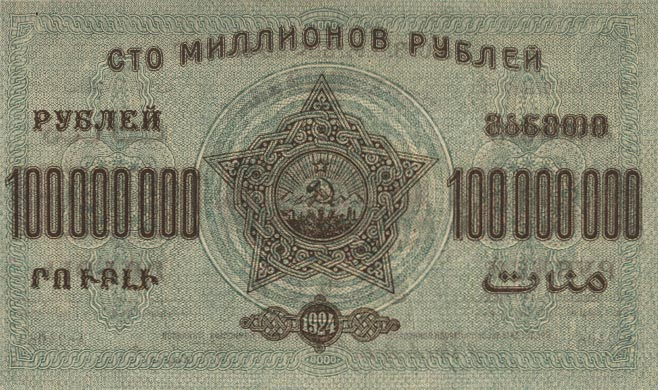
100 000 000 рублей, реверс (1924)
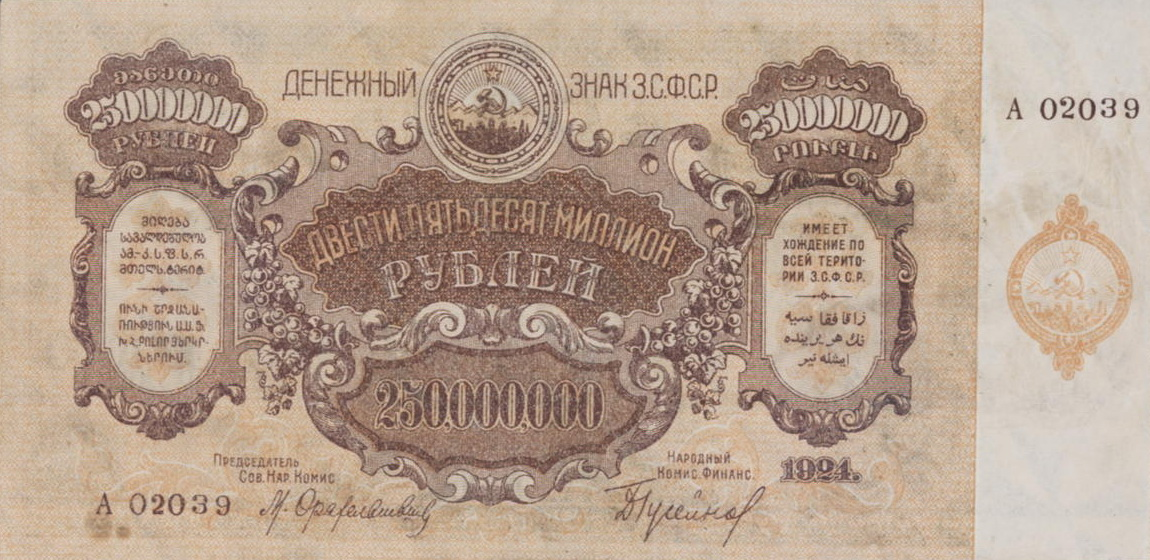
250 000 000 рублей, аверс (1924)
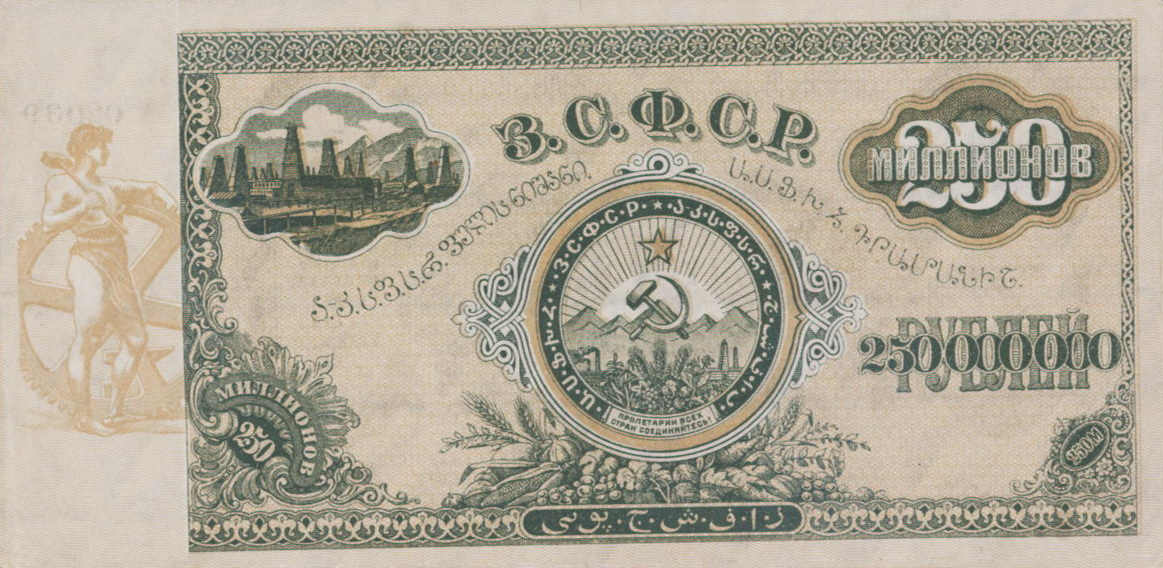
250 000 000 рублей, реверс (1924)
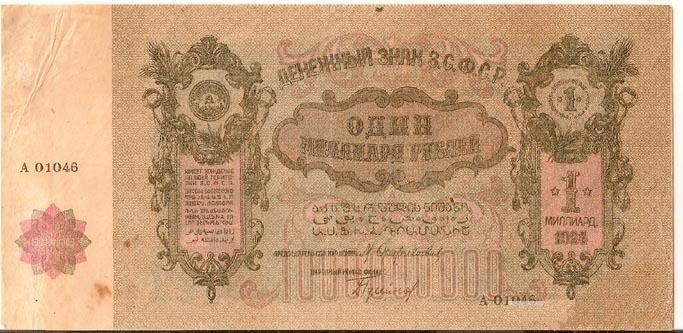
1 000 000 000 рублей, аверс (1924)
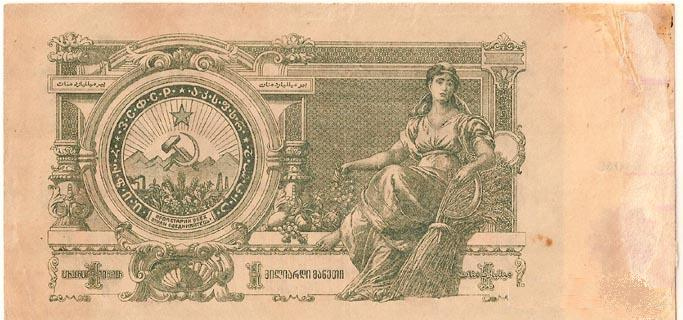
1 000 000 000 рублей, реверс (1924)